# Basedow-kór
A Basedow-kór egy autoimmun betegség, tiroxintúltermeléskor lép fel. A tiroxin a pajzsmirigy egyik hormonja. A tiroxinnak a pajzsmirigy hibás működésekor nő meg az állománya. Ennek az ellentétes betegsége, mikor a beteg tiroxinhiányban szenved, a hipotireózis.
A férfiak 0,5, a nők 3%-ában fordul elő. Bár gyakran 40-60 éves kor közt alakul ki, bármely korban elkezdődhet.

## Tünetei

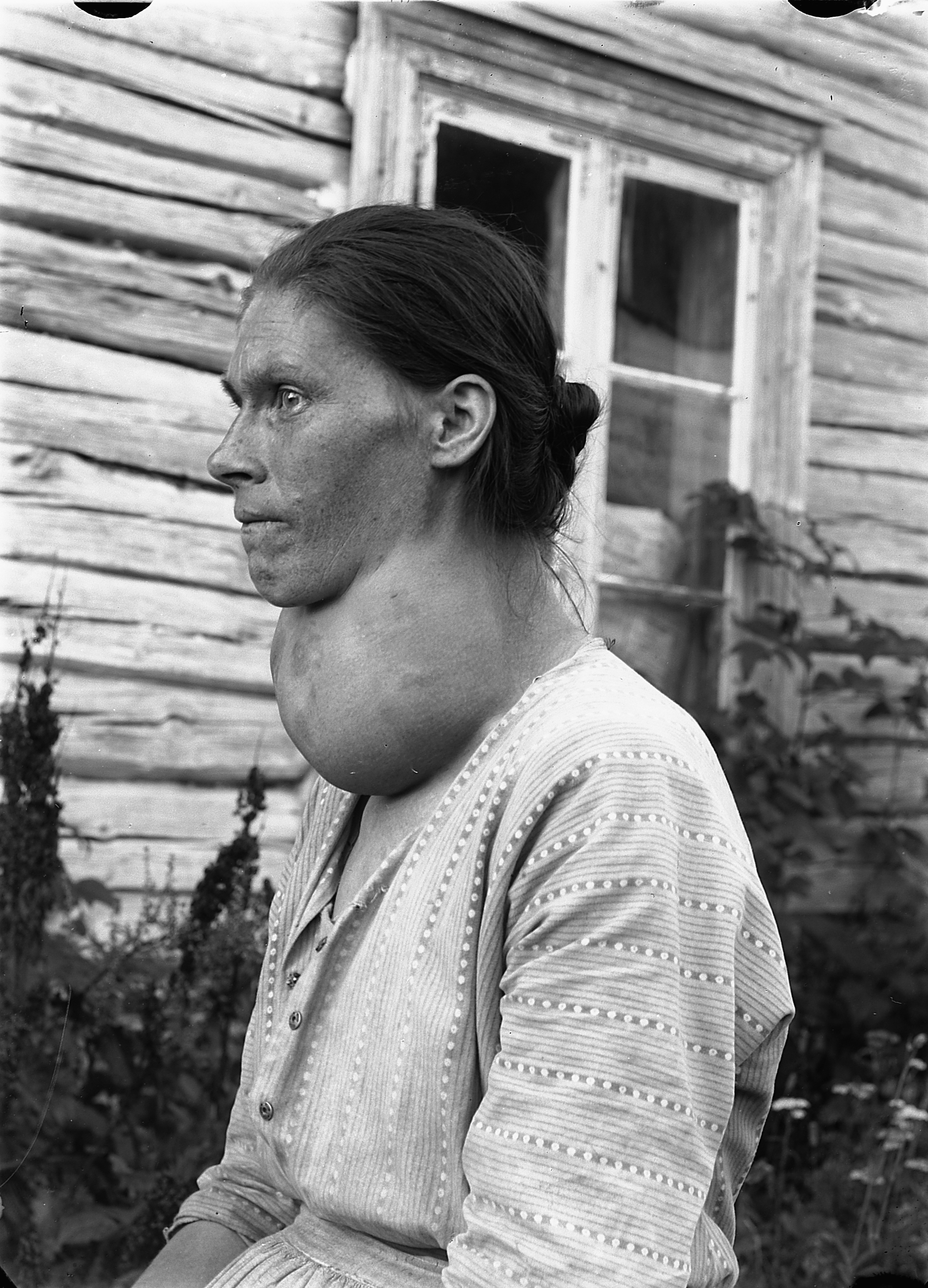
Golyva

Fiatalkorban és felnőttkorban is hasonló. Mivel a tiroxin szintje megnő, így a lebontó anyagcsere folyamat is felgyorsul, kétszeres lebontás fogyáshoz vezet. Hasmenés, idegesség, alvászavar, kiduzzadt szem, kapkodó mozgás és élénk gesztusok jellemezhetik a beteget. A szívműködés fokozódik. A nyak mirigyes állománya burjánzani kezd, és egy meleg tapintású strúma alakul ki (golyva).